# Korean Movie Database
Die Korean Movie Database (kurz KMDb, kor.: 한국영화 데이터베이스) ist eine südkoreanische Online-Datenbank mit Informationen zu koreanischen Filmen, einschließlich Dokumentar- und Animationsfilmen, sowie Schauspielern, Regisseuren und weiterem an Filmen beteiligtem Personal. Sie wurde im Februar 2006 vom Korean Film Archive ins Leben gerufen.
Über die Seite können zahlreiche Filme (Stand 2020: knapp 500) aus dem 20. Jahrhundert gestreamt werden. Die koreanische Variante der Webseite bietet noch mehr Informationen, bspw. zu Filmfestivals und Filmzeitschriften.